# Dorallcharite
La dorallcharite è un minerale appartenente al gruppo dell'alunite descritto nel 1994 in base ad un ritrovamento avvenuto ad Allchar, Macedonia del Nord. Rappresenta il membro del gruppo contenente ferro e tellurio. Il nome deriva dalla località di ritrovamento e dalla parola francese doré (dorato) in relazione al colore del minerale.

## Morfologia
La dorallcharite è stata scoperta sotto forma di aggregati terrosi e a grana fine di cristalli romboedrici di dimensione inferiore a 10 μm.

## Origine e giacitura
La dorallcharite è stata trovata in un giacimento di solfuri e solfosali di tellurio, associata a solfati-arsenati di ferro-manganese amorfi non contenenti tellurio. Probabilmente si è formata per ossidazione del giacimento, il fatto che i minerali di paragenesi non contengano tellurio indica che questo si concentra preferibilmente in minerali con la struttura della jarosite.